# Dominatori
I Dominatori, collettivamente noti come il Dominio, sono una razza aliena immaginaria dal cosmo esterno dell'Universo DC. Sono una razza tecnologicamente avanzata, e vivono in una società gerarchica, in cui la casta di ognuno è determinata dalla grandezza di un cerchio rosso sulla fronte. Sono maestri genetisti in grado di manipolare il metagene per incrementare i membri della loro casta. Il loro aspetto (la pelle gialla, il cerchio rosso, gli occhi strizzati e denti e unghie affilati) e il loro atteggiamento, facevano riferimento ai criminali "Pericoli Gialli" dei fumetti degli anni quaranta, in particolare The Claw della Lev Gleason Publications.

## Storia

### XX secolo
Anche se inizialmente furono introdotti come criminali nel XXX secolo della Legione dei Super-Eroi, comparvero nel XX secolo nel crossover Invasione!, in cui erano il primo mondo dietro l'Alleanza Aliena che attaccò la Terra. La loro motivazione primaria per questo, riguardava il potenziale genetico dell'umanità, come dimostrato dal grande numero di esseri super potenti della Terra dell'Universo DC, anche conosciuto come metagene. Quando l'invasione cominciò a mettersi in moto, un Dominatore creò una "gene-bomba" e la fece detonare nell'atmosfera terrestre, cosa che ebbe effetto su numerosi eroi e criminali che possedevano il metagene.
Dopo l'Invasione, un Dominatore senza nome ebbe un ruolo significante nel fumetto Blasters. Questo fumetto aveva per protagonisti eroi creati dagli esperimenti dei Dominatori; volevano esaminare come gli umani ottenevano i loro superpoteri. Questi test si svolgevano facendo correre gli umani attraverso degli ostacoli pericolosi, e affermare così la teoria, parzialmente corretta, che era lo stress che attivava il meta-gene, e ne sviluppava i superpoteri. I "Blasters", che includeva l'ex mascotte della Justice League, Snapper Carr, sono i soli che non ottennero superpoteri.
Negli eventi narrati in Legion Annual vol. 4 n. 2, Valor scoprì i piani per una seconda invasione della Terra, e migliaia di umani tenuti in contenitori di esperimenti genetici. Guidò una lunga campagna per liberarli, aiutato da alcuni Dominatori (la Casta Diamante) che si opponevano alla politica delle loro caste governanti. Dopo averli liberati, Valor aiutò a portare questi umani geneticamente modificati su vari mondi, che infine divennero i pianeti di nascita di molti membri della Legione dei Super-Eroi, come Bismoll, Cargg, Braal, ecc.
Numerosi Dominatori furono lasciati sulla Terra per anni e comparvero in numerosi fumetti (spesso brevemente). Un Dominatore finì sotto l'influenza mentale di Queen Bee, all'epoca governante del Bialya. Anche se questo alieno non sopravvisse per molto, la sua tecnologia fu fonte di guai per la Justice League e i Guardiani del Globo. Altre comparse avvennero in Captain Atom n. 52 (il Dominatore divenne un fattore), in Outsiders n. 44, nel Penitenziario di Iron Heights in Flash, e più recentemente in Superman n. 668.
Al momento, la casa natale dei Dominatori, si trova sotto l'assedio delle orde di Starro il Conquistatore. Inizialmente, i Dominatori misero in piedi una difesa discreta sul loro pianeta, tuttavia, la fortuna presto li abbandonò quando lo stesso Starro entrò in battaglia. Alla fine, il mondo natale dei Dominatori cadde sotto il dominio di Starro, e la sua popolazione fu convertita in schiavi mentali di Starro, con l'eccezione di un Ammiraglio di una flotta di Dominatori che aveva sufficiente individualità per capire che il pianeta era perduto, così scappò. Questo personaggio è correntemente uno dei R.E.B.E.L.S. di Vril Dox che cercano di vendicarsi di Starro.

### XXX secolo
I Dominatori combatterono una lunga guerra contro i Pianeti Uniti nel XXX secolo. Furono tentati numerosi piani per stabilire la pace. In uno di questi ultimi tentativi la Legione scortò la squadra di Dominatori diplomatici per un incontro segreto, i quali dovettero proteggersi dai terrestri che si opponevano all'incontro.
Successivamente, durante la Guerra sulla Terra, la guerra si espanse fino ad includere i Khund, il Dark Circle, e addirittura Mordru, ma alla fine ne uscì un trattato di pace con il Dominio.

### "Five Years Later"
I Dominatori furono la prima forza ad opporsi in Legion of Super-Heroes (vol. 4) durante i primi tre anni di pubblicazione. Come descritto all'interno, il Dominio riuscì segretamente a controllare il Governo Terrestre (Earthgov) nel periodo successivo ad un collasso economico di larghezza galattica. La loro motivazione primaria era ancora il potenziale genetico umano, e condussero numerosi esperimenti in camere sotterranee segrete. Il loro ruolo fu noto solo ad pochi, incluso Dirk Morgana (Sun Boy), ora un ex Legionario che fu assoldato dai Dominatori controllori dell'Earthgov come collegamento per le pubbliche relazioni.
A causa di un costante fastidio dall'Earthgov, la Legione infine si sciolse, ma i Dominatori continuavano a temere la loro possibile riformazione, così liberarono l'omicida di massa Roxxas dalla sua prigione, e lo armarono con le istruzioni per uccidere gli ex membri della Legione. Cominciò uccidendo Blok, ma ironicamente, le sue azioni infine aiutarono la ricostituzione della Legione.
Nel frattempo, sulla Terra esisteva un movimento sotterraneo di resistenza che includeva l'ex Invisible Kid Jacques Foccart, ex membro della Legione degli Eroi Sostituti, e il loro strano alleato, Universo.
Come assicurazione contro la perdita della Terra, il Dominio lanciò una serie di esplosioni nucleari sulla Luna (inabitata). Questa contraccambiò quando il pazzo Dev-Em prese il controllo del sistema, e anche se l'esplosione venne evitata dalla Legione e da Superman (che si era perso nel tempo), fu detonata da uno dei Linear Men, causando una catastrofe sulla Terra. Il Dominio tentò di dare la colpa dell'esplosione ad un sabotatore Khund, ma il loro controllo sulla Terra cominciò ad affievolirsi. La Terra infine riuscì a liberarsi dal controllo dei Dominatori, anche se alcune delle loro azioni, mentre controllavano la Terra, portò infine alla distruzione del pianeta.
I Dominatori tentarono anche di prendere il controllo di Daxam, sperando in un'armata di superesseri, ma Glorith ne distrusse la popolazione per prevenire che accadesse.

### Post-Ora Zero
Dopo il rinnovamento post-Ora zero, i Dominatori ebbero un ruolo meno significante nella storia della Legione. Il Dominio fu uno dei membri di punta dei Pianeti Affiliati guidati dal Dark Circle. Il loro rappresentante nel Circle, come gli altri, fu ucciso dal leader del Dark Circle, Brainiac 4, per essersi opposto ai suoi piani.

### Terzo rinnovamento
Nella versione corrente della continuity della Legione, i Dominatori furono ispirati a invadere la Terra quando un Booster Gold viaggiatore temporale inavvertitamente li portò a credere che cinquantadue pianeti stavano pianificando un attacco al Dominio. Subito, presero controllo della tecnologia della Terra, e inviarono guerrieri geneticamente modificati attraverso un portale stellare. La Legione, con l'aiuto dei Wanderers, riuscì a sconfiggere quest'armata.
I Dominatori, tuttavia, avevano ancora migliaia di guerrieri super potenti a loro disposizione, e vollero raggrupparli. Sotto gli ordini di Cosmic Boy, Mon-El riuscì a far detonare una bomba che sembrò distruggerli. Infatti, imprigionò il loro interno pianeta nella Zona fantasma.

## Versioni alternative
- Nel fumetto d'avventura basato sull'Universo Animato DC, tre Dominatori comparvero in Justice League Adventures n. 21 ("Sanctuary") di John Ostrander e Min S. Ku. Inseguivano una ragazza terrestre telepate di nome Kayla Ardeen che affermavano essere un controllore mentale fuggito. Kayla andò in cerca dell'aiuto della Justice League, tuttavia rimase incerta su chi fidarsi poiché anche i Dominatori erano per loro quanto lo era lei. Il conflitto fu inevitabile, ma infine, con l'aiuto di Batman e Martian Manhunter, si scoprì che i Dominatori stavano controllando la League mentalmente e portavano avanti degli esperimenti su quelle che ritenevano essere specie inferiori. La League riuscì a sconfiggere i Dominatori grazie alla loro grande forza di volontà. Kayla decise di non cercare il santuario, bensì di tornare a combattere i Dominatori. Le sue ultime parole furono "Voglio ringraziarvi per ciò che avete fatto. Avete creato una lega per la Giustizia qui sulla Terra. Un giorno, nelle stelle il vostro eroismo ispirerà una Legione" (terminando con un pannello in cui si vedevano delle immagini della Legione dei Super-Eroi).
- Nel western autoconclusivo Justice Riders della Elseworld di Chuck Dixon e J. H. Williams III (che più tardi si scoprì essere ambientato sulla Terra-18), fu rivelato che la fonte delle armi avanzate di Maxwell Lord derivava dalla cattura di un Dominatore.

## Altri media
- I Dominatori, a cui ci si riferisce anche come Dominio, comparvero nella serie animata Legion of Super Heroes. Formarono un'alleanza con Imperiex, e tentarono di aiutarlo a costruire una super-arma, potenziata da una strana nuvola di energia cosmica. La Legione infine li sconfisse, al fianco di Validus e Mekt Ranzz. Successivamente aiutarono Imperiex a creare un missile che avrebbe portato altri missili al pianeta natale di Chameleon Boy.
- I Dominatori sono apparsi nel crossover "Invasione!", composto dall'ottava puntata della terza stagione di The Flash, dall'ottava puntata della quinta stagione di Arrow e dalla settima puntata della seconda stagione di DC's Legends of Tomorrow. Sono poi apparsi anche nella nona puntata della seconda stagione e nell'ottava puntata della terza stagione di Supergirl e nella quarta puntata della terza stagione di DC's Legends of Tomorrow.